# 皮海蘭塔

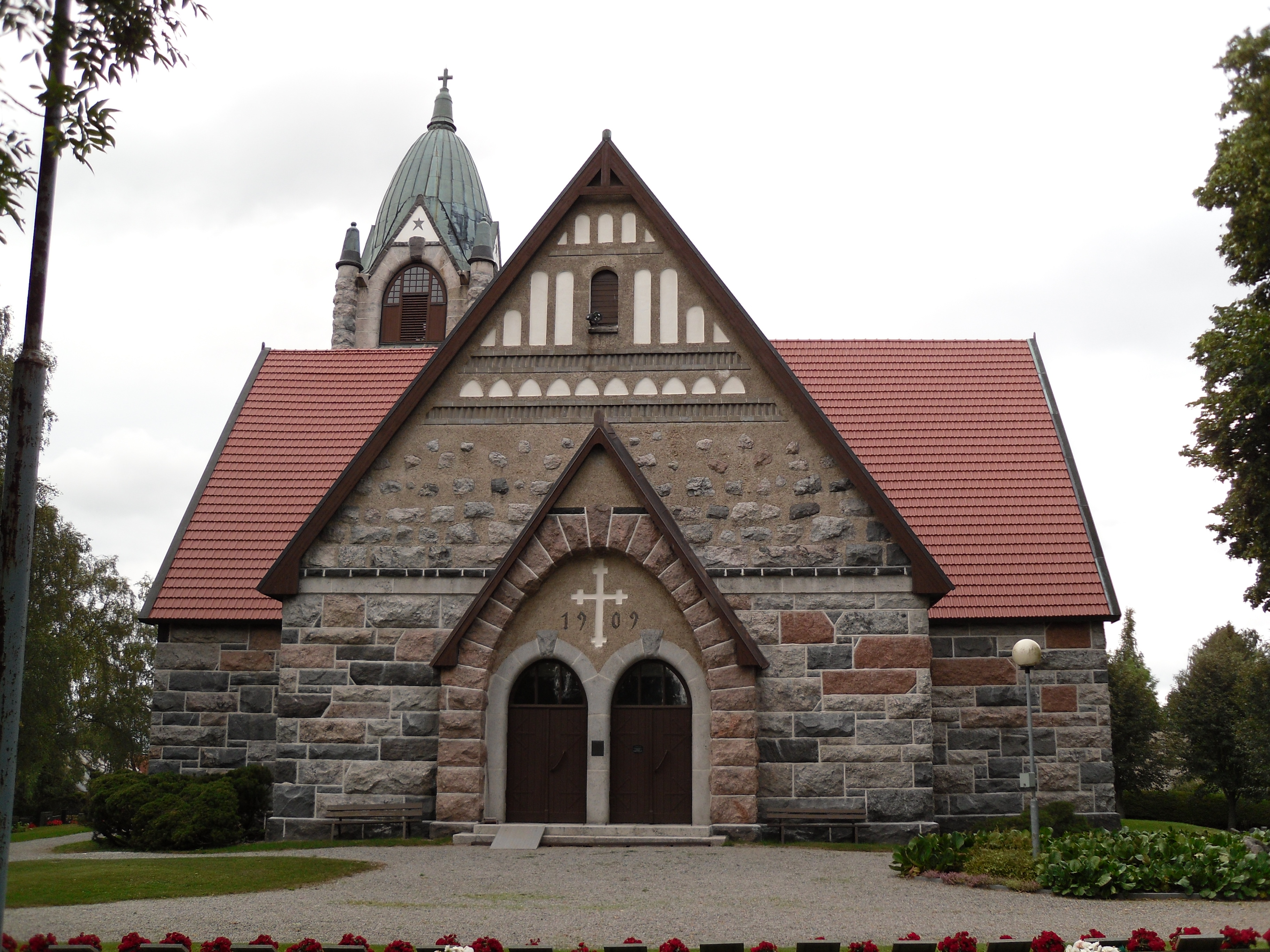
皮海兰塔教堂

皮海蘭塔（芬蘭語：Pyhäranta）是芬蘭的市鎮，位於該國西南部，由西南芬蘭區負責管轄，距離圖爾庫80公里，面積291.75平方公里，2013年人口2,200，人口密度為每平方公里15.36人。

## 外部連結
- Municipality of Pyhäranta （页面存档备份，存于） – Official website